# Barlen Pyamootoo
Barlen Pyamootoo es un cineasta y escritor mauriciano. Es más conocido como director de la película Bénarès.

## Biografía
Pyamootoo nació el 27 de septiembre de 1960 en Trou d'Eau Douce, Mauricio, como tercer hijo de una familia con ocho hermanos. Cuando tenía 12 años, su madre se fue de casa para trabajar en Alemania. En 2006, su madre falleció en un accidente de tránsito.

## Carrera profesional
Asistió a la Universidad de Estrasburgo y estudió francés y lingüística. Luego obtuvo un Diplôme d'études approfondies (DEA) en lingüística y otro en Ciencias de la Educación. Fue profesor de letras en Francia de 1987 a 1993. En 1995, regresó a Mauricio. Es fundador y director de dos editoriales Alma (2005) y L'Atelier d'écriture (2009).
Después de su regreso, escribió su primer libro Bénarès. En 2002, escribió el segundo, Le Tour de Babylone. En 2008 escribió un homenaje de Salogi a su madre. Comenzó a escribir L'île de poissons toxiques en 2002, pero lo dejó en 2005. Retomó el trabajo nuevamente en 2013 y lo publicó en 2017.
En 2005 realizó su primera película Bénarès, adaptación de su libro homónimo, sobre dos jóvenes que viajan a través de la República de Mauricio. Con Bénarès, se convirtió en el primer cineasta de su país en utilizar el criollo de Mauricio en una película.
En octubre de 2021, organizó el primer festival del libro de Trou-d'Eau-Douce. Se espera que la iniciativa se repita anualmente para "animar a los mauricianos y a todos los que viven en Mauricio a leer, escribir, compartir sus conocimientos".

### Publicaciones
- Bénarès, 1999
- Le Tour de Babylone, 2002
- Salogi, 2008
- L'île de poissons toxiques, 2017
- Whitman, 2019

## Filmografía
| Año  | Película | Papel    | Tipo     |
| ---- | -------- | -------- | -------- |
| 2005 | Bénarès  | Director | Película |